# Ghiacciaio Maury
Il ghiacciaio Maury (in inglese Maury Glacier) è un ghiacciaio lungo circa 72 km situato sulla costa di Black, nella parte orientale della Terra di Palmer, in Antartide. Il ghiacciaio, il cui punto più alto si trova a circa 1050 m s.l.m., fluisce in direzione est-nord-est, scorrendo tra la dorsale Wegener, a sud, e i monti Du Toit, a nord, fino ad entrare nell'angolo nord-occidentale dell'insenatura di Violante, andando così ad alimentare la piattaforma glaciale Larsen D.

## Storia
Il ghiacciaio Maury fu scoperto e fotografato durante una ricognizione aerea effettuata nel 1940 da alcuni membri del Programma Antartico degli Stati Uniti d'America. Nel 1947 il ghiacciaio fu nuovamente fotografato da membri della Spedizione antartica di ricerca Ronne, comandata da Finn Rønne, i quali, assieme a membri del British Antarctic Survey, che all'epoca si chiamava ancora Falkland Islands and Dependencies Survey (FIDS), ne realizzarono infine una mappatura completa. Proprio il FIDS battezzò poi la formazione con il suo attuale nome in onore dell'ufficiale navale e idrografo statunitense Matthew F. Maury, grande sostenitore della ricerca marina e dell'esplorazione antartica.